# I rozbiór Polski

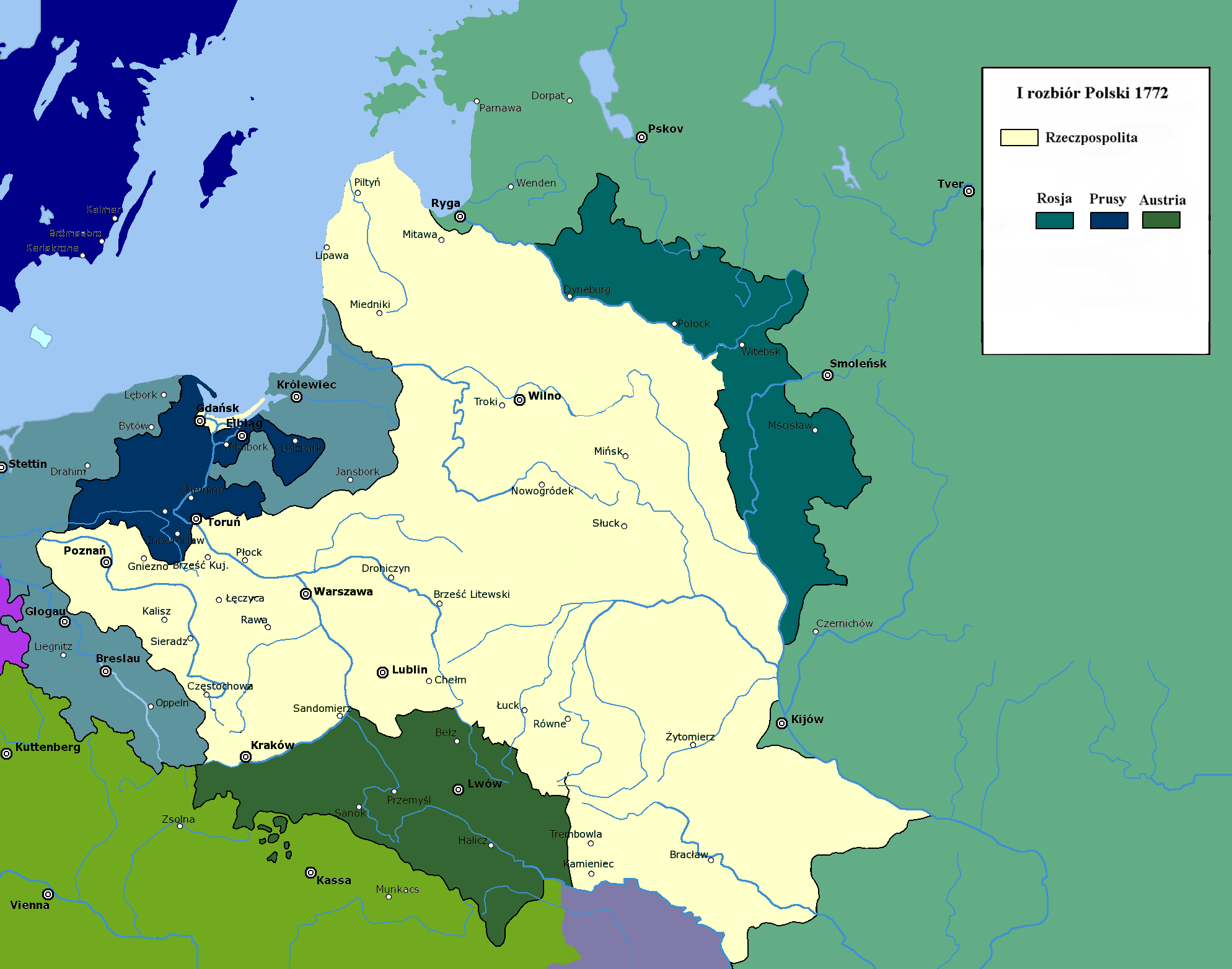
Ziemie zabrane przez trzy mocarstwa w I rozbiorze Polski

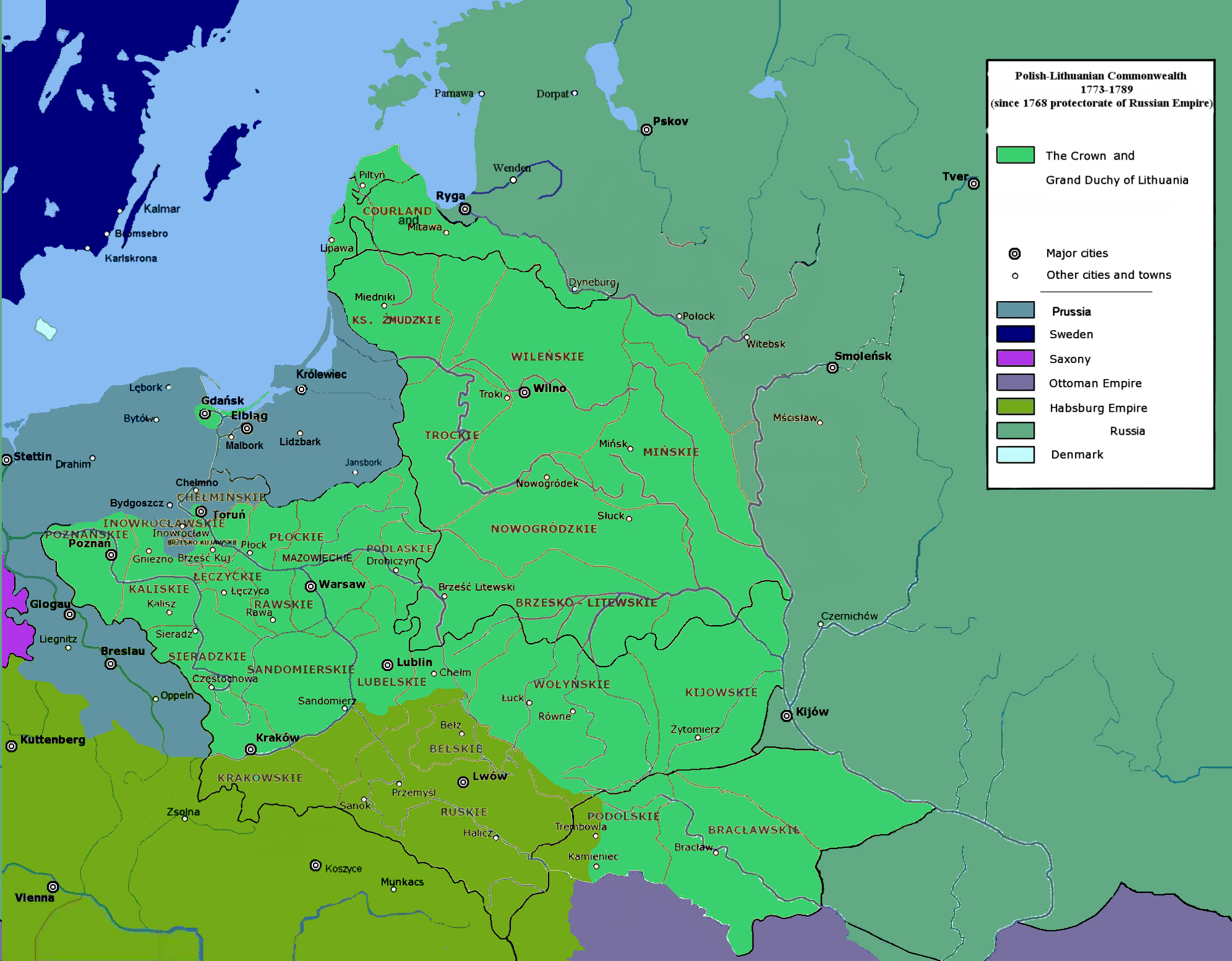
Rzeczpospolita w latach 1773–1789 jako protektorat Imperium Rosyjskiego

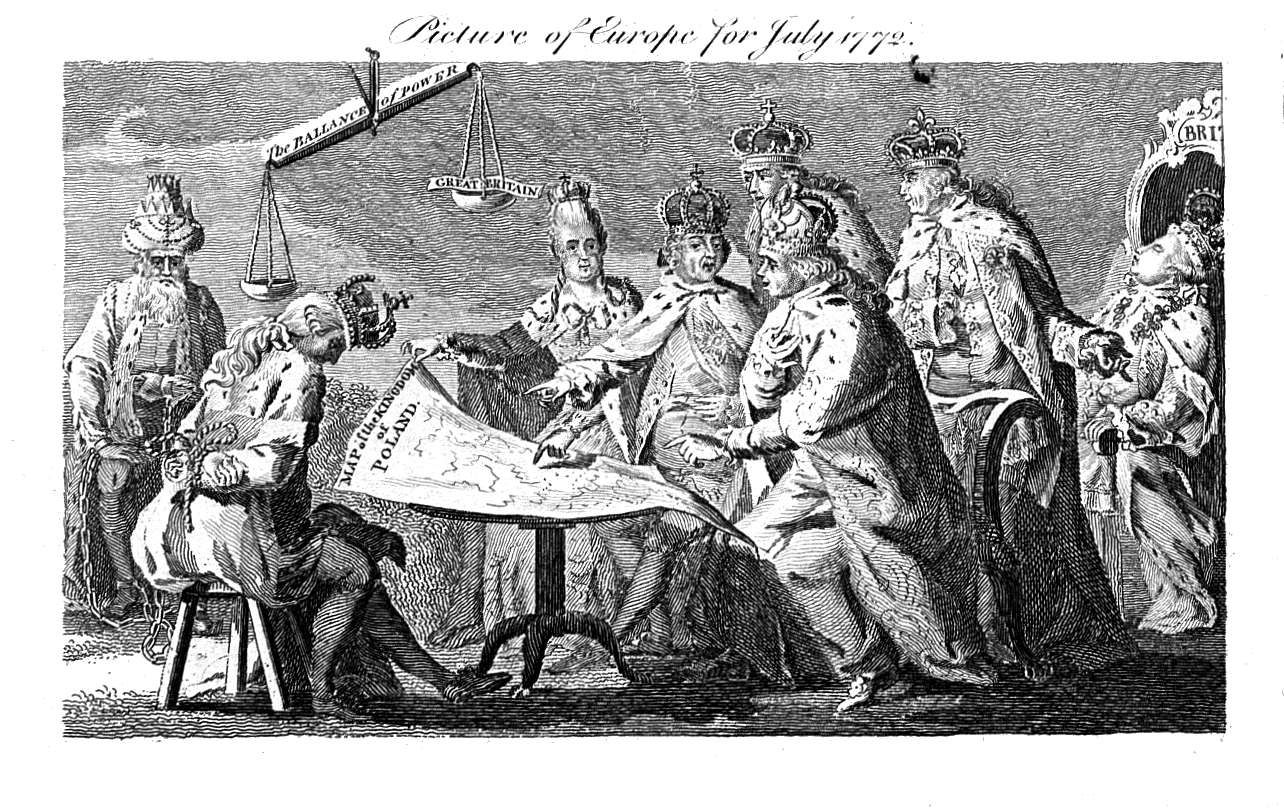
Obraz Europy w lipcu 1772, satyryczna rycina brytyjska

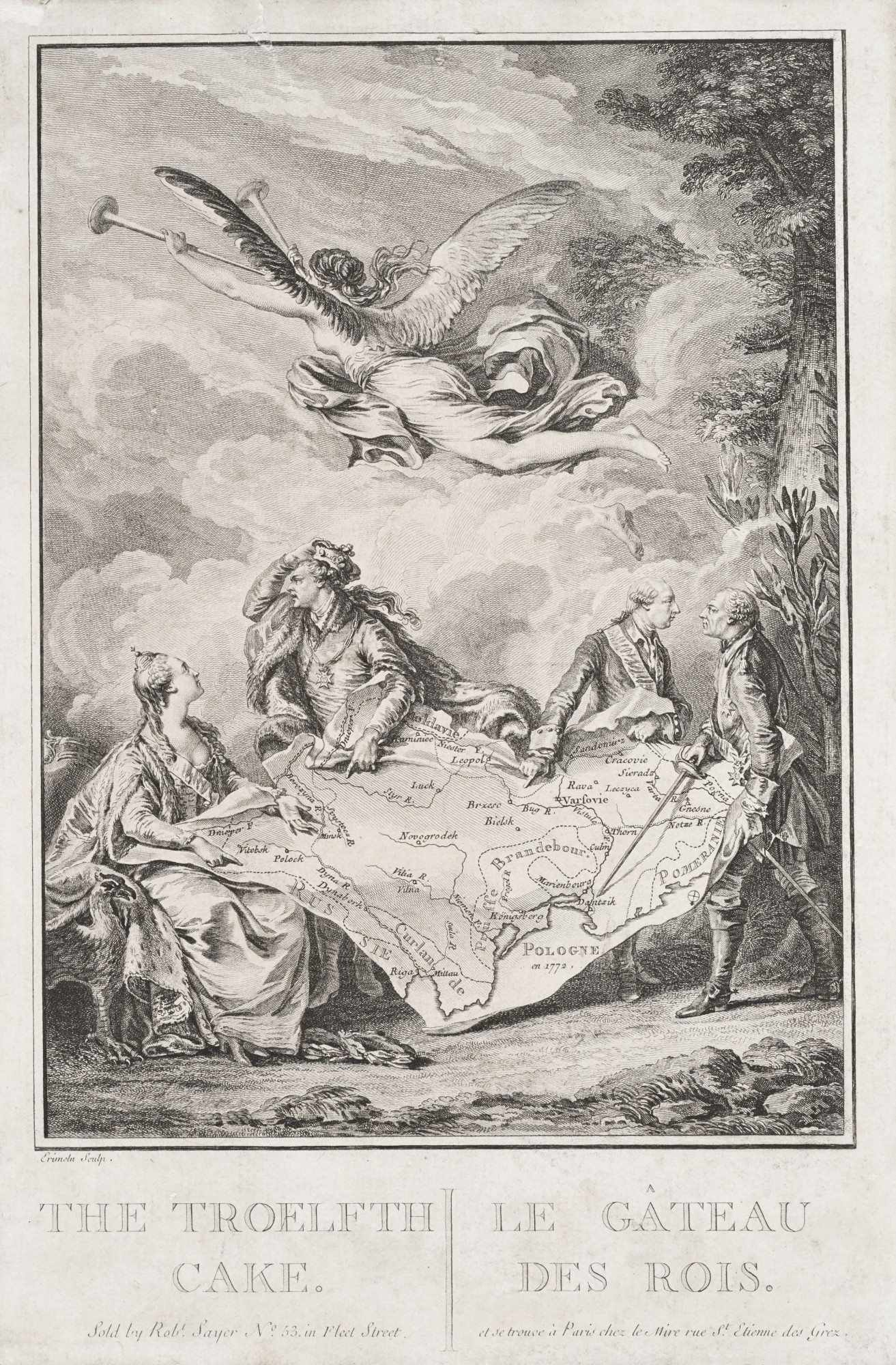
Kołacz królewski – alegoria rozbioru Polski, miedzioryt wykonany na podstawie rysunku przez Noëla Le Mire’a

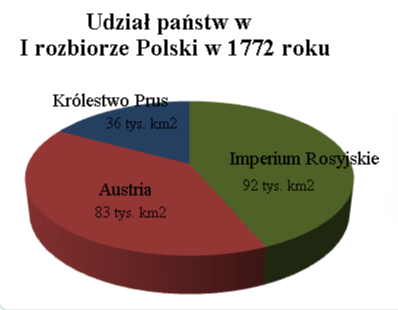
Udział poszczególnych państw w całości ziem zagarniętych w I rozbiorze Polski

I rozbiór Polski – cesja terytorium Rzeczypospolitej Obojga Narodów dokonana w 1772 r. na rzecz Królestwa Prus, Monarchii Habsburgów i Imperium Rosyjskiego. Pierwszy z trzech rozbiorów Polski, do których doszło pod koniec XVIII wieku.

## Tło historyczne rozbioru
Idea rozbioru jednego państwa w celu zaspokojenia roszczeń i interesów innych nie była czymś nowym. Podobne plany rodziły się wobec Austrii podczas wojny o sukcesję austriacką, Prus w czasie trwania wojny siedmioletniej, czy Turcji w trakcie VI wojny rosyjsko-tureckiej. Różnica polegała na tym, że Rzeczpospolita była jedynym państwem, które nie było w stanie odeprzeć żadnego konfliktu zbrojnego z innym państwem, ponieważ była całkowicie bezbronna i nie mogła – w przeciwieństwie do wyżej wymienionych państw – bronić własnych interesów. Koncepcja rozbioru państwa polsko-litewskiego również nie była nowa. Pojawiła się już w XVII wieku (traktat w Radnot), a następnie była rozpatrywana w drugiej połowie wieku XVIII. W czasie przedłużającej się wojny rosyjsko-tureckiej stało się jasne, że rozbiór Wysokiej Porty jest niemożliwy, a dalsza wojna groziła przerodzeniem się w konflikt ogólnoeuropejski. Wtedy propozycje rozładowania napięcia politycznego kosztem ziem polskich wysunęły ponownie dwór w Wersalu i dwór berliński.
Już w czasie bezkrólewia po śmierci Augusta III Sasa w 1763 r. szef Kolegium Wojennego Imperium Rosyjskiego generał Zachar Czernyszew przedstawił Katarzynie II plan aneksji polskiego terytorium, wytyczony dokładnie po granicach przyszłego zaboru z 1772 roku.
Europie groził nowy konflikt na szeroką skalę, gdyż Austria, zaniepokojona sukcesami Rosji w wojnie i jej roszczeniami wobec Mołdawii i Wołoszczyzny, zagrażającym interesom domeny Habsburskiej w tej części kontynentu, przygotowywała się do zbrojnego wystąpienia w obronie Turcji. Jednocześnie Prusy były związane z dworem Katarzyny II sojuszem, który także i je wciągnąłby do konfrontacji. Od 1769 r. trwały wzajemne sondaże czterech stron i próby przeciągnięcia Prus do obozu francusko-austriackiego.
Idea francuska zakładała przekazanie południowych rubieży Rzeczypospolitej Turcji, co zabezpieczałoby interesy Austrii i umacniało pozycję Wysokiej Porty. Prusy, w zamian za neutralność i przekazanie części Śląska Austrii, miały uzyskać Warmię oraz fragment Kurlandii. Fryderyk II prowadził jednak własną politykę w tej sprawie. Nie miał on zamiaru służyć interesom francusko-austriackim, zrywać sojuszu z Rosją za mgliste i niepewne obietnice oraz oddawać choćby skrawka Śląska. Jednocześnie pragnął uniknąć za wszelką cenę konfrontacji wojskowej, gdyż kraj zrujnowany wojną siedmioletnią potrzebował pokoju. Pragnął zrealizować także podstawowe dążenie Hohenzollernów do połączenia Brandenburgii z Prusami. W tym celu rozpoczął próby wciągnięcia Rosji do dzieła cesji ziem Polski i sondowania, na jak duże ustępstwa jest w stanie pójść Petersburg. Rosja nie miała bowiem żadnego zysku z podziału kraju, który uważała za swój protektorat, wręcz przeciwnie, mogła na tym tylko stracić. Dla Prus zaś była to sprawa priorytetowa. Austria natomiast, wciągnięta do rozbioru dla załagodzenia jej stosunków z Rosją, miała otrzymać część Polski jako zwyczajne wynagrodzenie. Zagarnięcie ziem polskich nie leżało w żywotnym interesie monarchii Habsburskiej, gdyż do tej pory nie była ona zainteresowana ekspansją na te terytoria.
Fryderykowi II, reprezentującemu pozornie stanowisko hrabiego Lynara (aby nie narazić się opinii dworów europejskich) sprzyjały działania konfederatów barskich oraz niemal otwarte dążenie Austrii do wojny. Trwająca przez cztery lata konfederacja barska, którą stłumiła interwencja wojsk rosyjskich i powstanie hajdamaków na Ukrainie wydatnie osłabiły pozycję króla Polski, Stanisława II Augusta, który w oczach Rosjan przestał być mocnym i wiarygodnym gwarantem rosyjskiego protektoratu nad Rzecząpospolitą. Punktem kulminacyjnym okazało się zabezpieczanie granic przez Józefa II, połączone z anektowaniem polskiego Spiszu oraz Podhala w 1769 r. i 1770 r. Niedługo po tym Prusy, pod pozorem rozciągnięcia kordonu sanitarnego, rozpoczęły inkorporację poszczególnych starostw Pomorza. W styczniu 1771 r. w rozmowie z księciem Henrykiem Pruskim generał Czernyszew jako zwolennik anektowania przez Rosję Inflant Polskich i części Białorusi, podsunął mu myśl zaboru biskupstwa warmińskiego przez Prusy. Dalsze rozmowy na linii Berlin-Petersburg przeciągały się aż do 1772 r., gdyż Austria odżegnywała się od próby podziału Polski, rozpatrując jeszcze możliwość rozbioru Turcji, której tereny bardziej interesowały Austrię. Ostatecznie przeważył realizm polityczny – podział części ziem polskich między Rosję a Prusy był właściwie formalnością, chodziło już tylko o skonkretyzowanie wielkości zagarniętych terytoriów.

## Propaganda rozbiorowa
Trzy mocarstwa przeprowadziły zakrojoną na szeroką skalę akcję dezinformującą oświeconą europejską opinię publiczną. Wszystkie te kraje podnosiły historyczne pretensje do zagarniętych ziem Rzeczypospolitej. Minister pruski Ewald Friedrich von Hertzberg w Wykładzie Praw, przekonywał, że prawa do Wielkopolski nabyła Nowa Marchia Brandenburska. W inspirowanych przez nie publikacjach obwiniano Polaków o doprowadzenie do katastrofy ich pozbawionego rządu i zacofanego państwa. Akcję tę popierały zafascynowane absolutyzmem oświecone środowiska francuskie i niemieckie. Wywody ministra Hertzberga trafiły do Encyclopédie, a Voltaire gratulował Fryderykowi II akcji rozbiorowej.

## Akt rozbioru
Bezpośrednim i wygodnym pretekstem dokonania rozbioru stała się nieudana próba porwania 3 listopada 1771 króla Stanisława II Augusta przez spiskowców, związanych z konfederatami barskimi. Wszystkie trzy dwory rozpętały kampanię, jakoby był to dowód na niezdolność Rzeczypospolitej do utrzymania porządku i jedności wewnętrznej oraz że jej stan anarchii jest zagrożeniem dla trzech sąsiednich państw.
Decyzja o rozbiorze Polski zapadła w Petersburgu już w połowie 1771 r., jednak ambasador rosyjski Kasper von Saldern miał polecone trzymanie Polaków w nieświadomości. Pierwszy układ rosyjsko-pruski został potajemnie podpisany w Petersburgu 17 lutego 1772 pod fałszywą datą 15 stycznia. 18 września 1772 Rosja, Austria i Prusy notyfikowały Rzeczypospolitej fakt rozbioru, żądając zwołania sejmu dla przeprowadzenia cesji. Opór łamały groźby i dokuczliwa okupacja kraju przez wojska trzech mocarstw.
Do Rzeczypospolitej przybył nowy rosyjski poseł nadzwyczajny i minister pełnomocny Otto Magnus von Stackelberg, któremu obniżono rangę dyplomatyczną, tak by na czas przeprowadzenia rozbioru wyrównać ją z rangą przedstawicieli Prus i Austrii.
Podpisanie traktatów, dotyczących I rozbioru Rzeczypospolitej nastąpiło w Petersburgu 5 sierpnia 1772. Na początku 1773 r. król i Senat rozesłali wszystkim rządom Europy noty wyrażające sprzeciw wobec pogwałcenia praw Rzeczypospolitej, z prośbą o interwencję. Oddzielne noty wystosowano do Francji, Danii i Austrii, które to państwa były gwarantami traktatów welawsko-bydgoskich i pokoju oliwskiego. 30 września 1773 r. traktaty rozbiorowe ratyfikował Sejm Rozbiorowy zwołany w Warszawie przez zaborców (przy proteście trzech posłów: Tadeusza Reytana, Samuela Korsaka i Stanisława Bohuszewicza).

## Skutki
I rozbiór Polski nie przewidywał dalszych podziałów Rzeczypospolitej, wręcz przeciwnie – według Rosji miał im zapobiec. Terytorium Polski i Litwy było jednak na tyle duże, że miały w przyszłości odegrać kolejny raz rolę rezerwuaru, na którym mocarstwa miały sobie powetować straty w innych konfliktach europejskich.
- Austria zajęła całą południową Polskę po Zbrucz ze Lwowem, ale bez Krakowa (obszar 83 900 km² zamieszkały przez 2,669 mln osób)[8], przy czym już w 1770 r. Austria samorzutnie przejęła Spisz oraz powiaty nowotarski, nowosądecki i czorsztyński,
- Prusy anektowały Warmię oraz Prusy Królewskie (Pomorze Gdańskie), lecz bez Gdańska i Torunia (obszar 34 900 km² zamieszkały przez 356 tys. osób)[8][9]. W ten sposób król Prus Fryderyk II Wielki zrealizował swe wieloletnie marzenia o państwie na jednolitym obszarze od Niemna do Łaby,
- Rosja zagarnęła Inflanty Polskie oraz wschodnie, peryferyjne krańce Rzeczypospolitej za Dnieprem, Drucią i Dźwiną (województwa: mścisławskie, witebskie i połockie oraz część mińskiego i inflanckiego – obszar 84 000 km² zamieszkały przez 1,256 mln osób)[8], utrzymując poza tym swój protektorat nad resztą okrojonego kraju.

Polska i Litwa straciły terytorium o łącznej powierzchni 202 800 km² zamieszkałe przez 4,281 mln osób.
W wyniku zatwierdzenia traktatu rozbiorowego król Stanisław II August uzyskał spłatę swoich długów, których wysokość w znacznej mierze podał fikcyjną. Pieniądze te zostały wypłacone podstawionym przez niego fikcyjnym wierzycielom, którzy w dużej mierze byli jego zausznikami. Uzyskał także wysoką indemnizację za wyrzeczenie się prawa dystrybucji starostw. W czasie przeprowadzania rozbioru król wziął ze skarbca wspólnego dworów Rosji, Austrii i Prus, utworzonego na przekupienie posłów sejmu delegacyjnego sumę 6000 dukatów.